# Fry F1
Fry era un constructor anglès de cotxes per competicions automobilístiques que va arribar a disputar curses a la Fórmula 1.
Fry va construir un monoplaça de la categoria Fórmula 2 amb el que va arribar a competir al campionat del món de la Fórmula 1 en una única cursa, el GP de la Gran Bretanya de la temporada 1959.
El monoplaça era un Coventry Climax modificat, amb el que l'única particularitat destacable era que tenia una posició de conducció més avançada.

## Resultats a la F1
| Any  | Pilot       | 1   | 2   | 3   | 4   | 5       | 6   | 7   | 8   | 9   | Posició | Punts |
| ---- | ----------- | --- | --- | --- | --- | ------- | --- | --- | --- | --- | ------- | ----- |
| 1959 | Mike Parkes | MON | 500 | HOL | FRA | GBR NVQ | ALE | POR | ITA | USA | -       | 0     |

## Palmarès a la F1
- Curses: 1
- Victòries: 0
- Podiums: 0
- Punts: 0